# Nature Cell Biology
Nature Cell Biology is een internationaal, aan collegiale toetsing onderworpen wetenschappelijk tijdschrift op het gebied van de celbiologie. De naam wordt in literatuurverwijzingen meestal afgekort tot Nat. Cell Biol. Het wordt uitgegeven door Nature Publishing Group en verschijnt maandelijks. Het eerste nummer verscheen in 1999.
Met een impactfactor van 19,679 in 2014 behoort het tot de best geciteerde tijdschriften op het gebied van de celbiologie.